# Jieduo (sockenhuvudort i Kina, Qinghai Sheng, lat 32,60, long 95,30)
Jieduo (kinesiska: 结多, 结多乡, 查曲高) är en sockenhuvudort i Kina. Den ligger i provinsen Qinghai, i den nordvästra delen av landet, omkring 740 kilometer sydväst om provinshuvudstaden Xining. Antalet invånare är 5 743. Befolkningen består av 2 860 kvinnor och 2 883 män. Barn under 15 år utgör 38 %, vuxna 15-64 år 56 %, och äldre över 65 år 5,0 %.
Trakten runt Jieduo är nära nog obefolkad, med mindre än två invånare per kvadratkilometer. Jieduo är det största samhället i trakten. Trakten runt Jieduo består i huvudsak av gräsmarker.
Genomsnittlig årsnederbörd är 694 millimeter. Den regnigaste månaden är juni, med i genomsnitt 156 mm nederbörd, och den torraste är november, med 3 mm nederbörd.